# Clinopodium gracile
Clinopodium gracile — вид квіткових рослин з родини глухокропивових (Lamiaceae).

## Біоморфологічна характеристика

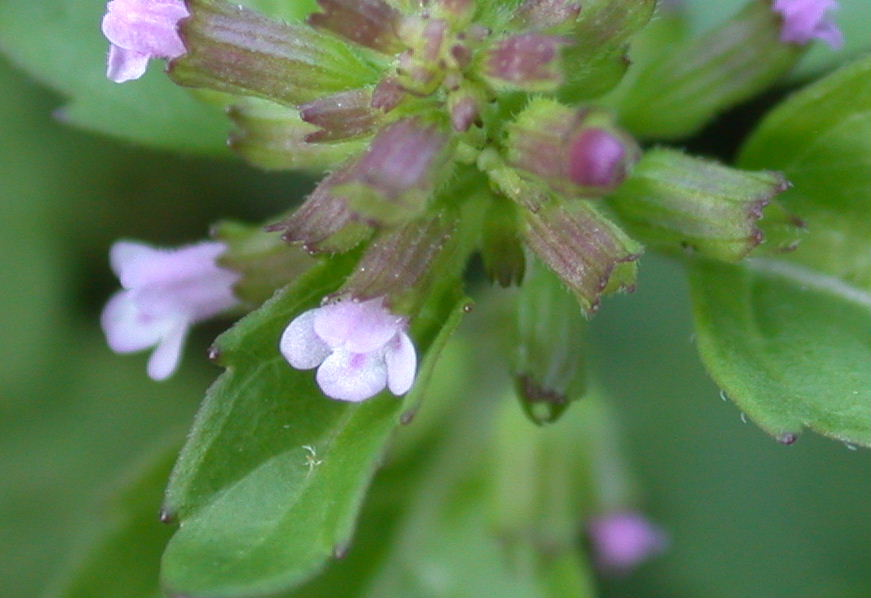

Трави стрункі, зі столонами. Стебла численні, висхідні, 8–30 см, назад запушені. Листки: ніжки 3–18 мм; пластинка прикореневих листків округло-яйцювата, ≈ 10 × 8–9 мм, основа округла, край віддалено городчастий, верхівка тупа; пластинки нижніх і середніх стеблових листків яйцюваті, 12–34 × 10–24 мм, майже голі, абаксіально (низ) розріджено щетинисті на жилках, основа від округлої до клинуватої, край віддалено зубчастий чи городчасто-пилчастий, верхівка тупа; пластинки верхніх стеблових листків яйцювато-ланцетні, край пилчастий, верхівка загострена. Чашечка трубчаста, округла основа, ≈ 3 мм у квітці, ≈ 5 мм і загнута при плоді, запушена чи майже гола, дрібно щетиниста на жилках, горло рідко дрібно-волосисте; зубці війчасті, нижні 2 шилоподібні, верхні 3 трикутні, загнуті при плодах. Віночок від білого до пурпурно-червоного забарвлення, ≈ 4.5 мм, запушений. Горішки яйцеподібні, гладкі. Період цвітіння: червень — серпень; період плодоношення: серпень — жовтень.

## Поширення
Росте у південно-східній і східній Азії (Індія [Ассам], М'янма, Китай, Лаос, Тайвань, Таїланд, В'єтнам, Індонезія, Малайзія, Корея, Японія).
Населяє узбережжя річок, відкриті луки, узлісся, зарості.

## Синоніми
- Calamintha argyi H.Lév.
- Calamintha confinis Hance
- Calamintha gracilis Benth.
- Calamintha moluccana Miq.
- Calamintha radicans Vaniot
- Clinopodium confine (Hance) Kuntze
- Satureja confinis (Hance) Kudô
- Satureja gracilis (Benth.) Nakai